# Eufémie Kyjevská
Eufémie Kyjevská (rusky Евфимия Владимировна, maďarsky Eufémia, † 4. dubna 1139, Kyjev) byla kyjevská kněžna z dynastie Rurikovců, uherská královna jako manželka Kolomana Uherského.

## Životopis
Narodila se jako dcera kyjevského knížete Vladimíra Monomacha a jeho druhé byzantské choti.
Zřejmě roku 1104 byla provdána za ovdovělého uherského krále Kolomana. Vzdělaný Koloman byl údajně poloslepý, hrbatý, kulhavý a koktavý Eufémii pro cizoložství zapudil a syn Boris, narozený snad roku 1105 na dědově dvoře, se nikdy nedočkal uznání. Zapuzená Eufémie dožila v klášteře nedaleko Kyjeva.